# Панівка (Волгоградська область)
Панівка (рос. Пановка) — село у Камишинському районі Волгоградської області Російської Федерації.
Населення становить 234  особи. Входить до складу муніципального утворення Усть-Грязнухинське сільське поселення.

## Історія
Село розташоване у межах українського історичного та культурного регіону Жовтий Клин.
Згідно із законом від 5 березня 2005 року № 1022-ОД органом місцевого самоврядування є Усть-Грязнухинське сільське поселення.

## Населення
| 1767  | 1773  | 1788  | 1798  | 1816  | 1834  | 1850  |
| ----- | ----- | ----- | ----- | ----- | ----- | ----- |
| 134   | ↗164  | ↗294  | ↘278  | ↗348  | ↗564  | ↗829  |
| 1859  | 1886  | 1891  | 1897  | 1905  | 1911  | 1920  |
| ↗926  | ↗1469 | ↗1849 | ↗1972 | ↘1884 | ↗2409 | ↘2290 |
| 1922  | 1926  | 1931  | 2010  |       |       |       |
| ↘1400 | ↗1493 | ↗1929 | ↘234  |       |       |       |